# Herri Torrontegui
Herri Torrontegui, né le 19 avril 1967 à Gorliz, Espagne, est un pilote espagnol, de Grand Prix moto. 
Sa meilleure saison fut le championnat 2009, durant lequel il gagna deux Grand Prix et finit quatrième du championnat 80 cm³.